# Still Ballin
Still Ballin – drugi singiel amerykańskiego rapera 2Paca promujący album Better Dayz. Gościnnie występuje raper Trick Daddy. W wersji oryginalnej - niewydanej, Tupac rapuje razem z Kuruptem z grupy Tha Dogg Pound.

## Lista utworów
1. „Still Ballin'” (Clean Version)
2. „Still Ballin'” (Instrumental)

## Notowania
| Notowanie             | Najwyższa pozycja |
| --------------------- | ----------------- |
| Hot R&B/Hip-Hop Songs | 31                |
| Hot Rap Tracks        | 15                |
| Billboard Hot 100     | 69                |